# Queercore
Le queercore, ou homocore, est un mouvement culturel et social apparu au milieu des années 1980 comme une branche isolée du punk. Il se caractérise par un dissentiment avec la société hétéronormative en général et un désaveu complet de la communauté gay et lesbienne établie. Le queercore s'exprime dans un style DIY à travers les fanzines, la musique, l'écriture, l'art et le cinéma.
En tant que genre musical, les paroles explorent les thèmes de la discrimination et des préjugés, et abordent des sujets tels que l'identité sexuelle, le genre sexuel et les droits des individus ; plus généralement, les groupes proposent une critique de la société à partir de leur position dans cette société. Les groupes queercore englobent différents genres tels que le synthpunk, le rock indépendant, la power pop, le no wave, le noise, la musique expérimentale, la musique industrielle et bien d'autres.

## Histoire

### Débuts
Le fanzine J.D.s, créé par G. B. Jones et Bruce LaBruce, contribue à lancer le mouvement. Les éditeurs de J.D.s avaient choisi l'appellation « homocore », puis ont remplacé le mot homo par queer pour mieux refléter la diversité de la scène ainsi que pour mieux se désolidariser de l'orthodoxie gay et lesbienne,. Le premier numéro sort en 1985, et un manifeste intitulé Don't Be Gay parait dans le fanzine Maximumrocknroll, inspirant plusieurs autres zines, Titclamps, Homocore, Chainsaw, et Outpunk. Ces zines voulaient proposer une alternative à la ghettoïsation des gays et lesbiennes, refléter la diversité de sexe et de genre contre la ségrégation de la communauté gay, et contester une culture consumériste, pour créer leur propre culture, contre les principes de l'oppression politique et religieuse.

### Années 1990
Parmi les groupes les plus connus du début des années 1990 sont inclus The Apostles, Fifth Column, God Is My Co-Pilot, Pansy Division, Pedro, Muriel and Esther (PME), Sister George, Team Dresch, Tribe 8, et Mukilteo Fairies. Des labels de musique indépendants comme Alternative Tentacles, K Records, Kill Rock Stars, Lookout! Records, Piao! Records, Yoyo Recordings et Candy Ass Records ont aussi soutenu et enregistré des artistes queercore, mais dans la deuxième moitié des années 1990 plusieurs autres petites maisons de disques ont jailli, uniquement consacrées au queercore.
La couverture médiatique grand public s'intensifie lorsque Pansy Division accompagne la tournée américaine de Green Day, mais le queercore reste un mouvement spontané et mouvant. En 1996 à San Francisco, le Dirtybird 96 Queercore Festival initie d'autres rassemblements de musique queer qui eurent lieu au cours de la décennie suivante.

### Depuis les années 2000
Le queercore devient un phénomène international en pleine croissance dans les années 2000, avec des groupes comme Low End Models et Rhythm King and Her Friends d'Allemagne, Kids Like Us de Norvège et She Devils, venant d'Argentine. De Toronto, Kids on TV, apporte une direction nouvelle, plus électronique, au queercore, de même que Lesbians on Ecstasy à Montréal et Gravy Train!!!!, un groupe electropop de Californie, et en Belgique beticiclopp, un groupe electro-pop punk choral de Bruxelles, et crête et pâquerette, un duo queerpunk de Bruxelles.

## Influences
Les influences varient d'un musicien, d'un éditeur de zine et d'un réalisateur à l'autre, mais il est incontestable que le queercore doit beaucoup de son existence à l'atmosphère qui entoure les premières années du punk. Les artistes de scène qui jouent avec l'identité de genre comme Wayne County (maintenant Jayne County) de Wayne County and the Electric Chairs, et Phranc de Nervous Gender ou Pete Shelley de Buzzcocks, Darby Crash de The Germs, les membres de The Screamers, The Leather Nun, Malaria! et d'autres groupes ne cachaient pas leur sexualité. Vivienne Westwood réutilise l'imagerie homoérotique de Tom of Finland pour créer ses propres t-shirts punk, et le style punk incorpore le fétichisme des vêtements pour choquer et signaler l'appartenance au mouvement. Dans son film pionnier Jubilee, Derek Jarman parvient à capter la sexualité ambivalente et ambiguë des premières années du punk.
Des réalisateurs tels que Kenneth Anger, Jack Smith, le jeune Andy Warhol et John Waters, Vivienne Dick et le susmentionné Derek Jarman eurent également une grande influence en dépeignant les sous-cultures queer.